# Scott Lobdell
Compléments
Generation X
Scott Lobdell (né en 1963) est un scénariste de comics américain travaillant pour les éditions Marvel Comics, Dark Horse Comics, Wildstorm & IDW Publishing.

## Biographie
Spécialiste de la science-fiction, il est notamment connu pour sa participation aux albums de la franchise X-Men.
Il a également collaboré en qualité de scénariste aux films Garde rapprochée (2005) et Happy Birthdead (2017).

### Controverses
En 2011, son portrait de Starfire dans le premier numéro de Red Hood And The Outlaws a déclenché une polémique. L'écriture du personnage a fait l'objet d'un scrutin auprès des fans. Lobdell s'est par la suite exprimé sur le fait que les perceptions de Kori en tant qu'alien diffèrent de celles des humains et qu'elle bouscule fréquemment les idées de Roy and Jason Todd et que l'arc narratif devrait être jugé sur sa totalité pour comprendre le vrai sens de son personnage.
En 2013, Scott Lobdell a présenté ses excuses à l'auteure de comics MariNaomi pour le harcèlement sexuel envers elle durant le Prism Comics Panel au Long Beach Comic Con. MariNaomi a écrit un article pour XoJane où elle raconte comment elle s'est sentie harcelée par un collègue quand il l'a interrogée sur sa sexualité sur scène, tenant des propos offensants sur son apparence et ses origines asiatiques, et commettant des plaisanteries douteuses sur elle. MariNaomi n'a pas nommé le fâcheux, mais Scott Lobdell a plus tard reconnu être la personne en question, et a transmis une lettre d'excuses à MariNaomi via Heidi MacDonald, rédactrice en chef de ComicsBeat.com.

## Publications

### DC comics
- The Darkness - Batman (DC Comics)
- Red Hood And The Outlaws

### Marvel comics
- Division Alpha
- Divine Right (comics)
- Excalibur (comics)
- Facteur-X
- Generation X (comics) avec Chris Bachalo
- Iron Man (comics) (1996)
- Les Quatre Fantastiques
- The Uncanny X-Men / X-Men
- The Adventures of Cyclops and Phoenix #1-4 (mini série avec Gene Ha)

### Autres
- Comics de Buffy contre les vampires (Dark Horse Comics) avec Fabian Nicieza
- Note from the Underground (Dark Horse Comics)
- Divine Right (comics) (Wildstorm)
- WildCATS (Wildstorm)
- Galaxy Quest (comics) (IDW Publishing)

## Filmographie
- 2007 : Mosaic de Roy Allen Smith
- 2005 : Garde rapprochée (Man of the House) de Stephen Herek
- 2003 : Chasing Alice téléfilm de Ralph Hemecker
- 2001 : Ball & Chain téléfilm de Todd Holland
- 1996 : Generation X de Jack Sholder, produit par Avi Arad